# Hozići (Novi Grad)
Hozići (szerbül: Хозићи), muszlim falu Bosznia-Hercegovinában, Bosanska krajina területén, Novi Grad községben, a Szerb Köztársaságban. 

## Fekvése
Bosznia-Hercegovina nyugati részén, Banja Lukától légvonalban 65, közúton 80 km-re északnyugatra, községközpontjától légvonalban 5, közúton 12 km-re délkeletre, a Japra bal partján, 140 – 250 méteres tengerszint feletti magasságban fekszik.

## Népessége
| Nemzetiségi csoport | Népesség 1991 | Népesség 2013 |
| ------------------- | ------------- | ------------- |
| Szerb               | 21            | 32            |
| Bosnyák             | 933           | 664           |
| Horvát              | 0             | 0             |
| Jugoszláv           | 1             | 0             |
| Egyéb               | 3             | 0             |
| Összesen            | 958           | 696           |

## Története
A település története a 18. század közepétől ismert, 1878-ig tartozott az Oszmán Birodalomhoz, ekkor a berlini kongresszus határozata alapján az Osztrák-Magyar Monarchia része lett. 1879-ben az első osztrák-magyar népszámlálás során Novi község részeként a faluban 62 háztartást és 348 muszlim lakost számláltak. 1910-ben Novi község részeként a faluban 83 házat, 358 muszlim és 51 ortodox szerb lakost találtak..A monarchia szétesésével 1918-ben előbb a Szerb-Horvát-Szlovén Királyság, majd 1929-től a Jugoszláv Királyság része. 1921-ben a falunak 78 háza és 382 lakosa volt. Jugoszlávia megszállása után a falu a Független Horvát Állam (NDH) része lett. 1945-től a település a szocialista Jugoszlávia része volt. 
A Bosznia-Hercegovinában zajló polgárháború idején a település a Boszniai Szerb Köztársaság része volt. A boszniai szerb erők 1992 májusában kezdték ágyúzni a Japra völgyében fekvő muszlim falvakat, majd lakóit felszólították, hogy adják át fegyvereiket. 1992. június 9-én a szerbek bevonultak a falvakba, a muszlim lakosságot pedig menekülésre kényszerítették. Kifelé menet mindent elvettek a boszniai muszlimoktól, a magukkal hozott értékeket is. A házaikat kifosztották. A daytoni békeszerződést követő területfelosztásnál a település, Novi Grad község részeként a Szerb Köztársaság területéhez került. 

## Nevezetességei
A falu első mecsete 1887-ben még fából épült. 1937-ben a helyére új, falazott mecsetet építettek. 1992. május 26-án a boszniai szerb hadsereg katonái lerombolták. Az újjáépített mecsetet 2004. július 10-én avatták fel. Ma Hozići, Kulina, Kućine, Pločar és Ćemanovići településeken 120 háztartás tartozik a gyülekezethez.